# Telegram
Telegram (от др.-греч. τῆλε — далеко и γράμμα — запись) — кроссплатформенный мессенджер. Основан в 2013 году Павлом и Николаем Дуровыми.
Приложение позволяет обмениваться текстовыми, голосовыми и видеосообщениями, а также стикерами, фотографиями и файлами многих форматов. Также позволяет совершать аудио- и видеозвонки, организовывать конференции и прямые эфиры, хранить неограниченное количество файлов, вести каналы (микроблоги), создавать и использовать ботов. Приложения Telegram доступны для Android, iOS, Windows, macOS и Linux.
Telegram — самое популярное приложение для обмена мгновенными сообщениями в некоторых странах Европы, Азии и Африки. По словам Павла Дурова, на начало 2023 года Telegram стал вторым после WhatsApp мессенджером в мире по популярности. По состоянию на июль 2024 года Telegram насчитывает более 950 миллионов ежемесячных активных пользователей, по количеству пользователей лидирует Индия. Серверы Telegram расположены по всему миру в нескольких дата-центрах, а штаб-квартира находится в Дубае, Объединённые Арабские Эмираты.
Павел Дуров, активно выступающий за свободу интернета, утверждает, что Telegram имеет высокую степень конфиденциальности данных. По оценкам СМИ, такая политика конфиденциальности привлекла в Telegram террористов, экстремистов, мошенников, торговцев оружием и наркотиками. По данным Surfshark, всего Telegram временно или бессрочно блокировали в 31 стране. Расследование, связанное с организованной преступностью в Telegram стало причиной уголовного преследования Павла Дурова во Франции в 2024 году.

## История
Проект создан Павлом Дуровым, основателем российской социальной сети «ВКонтакте» («ВК»). За несколько лет до ухода Павла и Николая Дуровых из «ВК» в 2014 году, они начали разработку мессенджера. Разработку Telegram называли одной из причин конфликта акционеров «ВК». В интервью The New York Times Павел Дуров рассказывал, что первоначальная идея приложения пришла ему в 2011 году, когда к его двери приходили спецназовцы. Когда они ушли, Дуров написал своему брату Николаю. Тогда же он и осознал, что у него нет безопасного способа коммуникации с братом. Сервис построен на технологии шифрования переписки MTProto, разработанной Николаем Дуровым. Telegram изначально был экспериментом принадлежащей Павлу компании Digital Fortress с целью протестировать MTProto на больших нагрузках.
14 августа 2013 года представлен первый клиент Telegram для устройств на платформе iOS.
22 августа 2013 года один из участников конкурса Durov’s Android Challenge написал и выложил в открытый доступ первое приложение для операционной системы Android, совместимое с Telegram (использует тот же протокол MTProto).
В октябре у проекта открылся веб-сайт и была представлена официальная версия Telegram под Android с открытым исходным кодом (GPL2). Предыдущая версия программы доступна под названием «Unofficial Telegram S».
7 ноября 2013 года появились сторонние клиенты сервиса для Windows и macOS с ограниченной функциональностью. Также был разработан концепт веб-версии клиента.
В ноябре у программы насчитывалось, по данным «TJournal», около 1 миллиона установок.
В январе 2014 года вышла неофициальная веб-версия Webogram от бывшего разработчика ВКонтакте Игоря Жукова.
21 июля 2014 года в App Store появилось приложение Telegram HD для iPhone и iPad, которое загрузила компания Telegram Messenger LLP.
Новое приложение получило специальную версию для Apple iPad, улучшило поддержку видео и фотографий высокого разрешения, добавило возможность пересылки анимированных изображений в формате GIF. На официальном сайте мессенджера в качестве клиента для iOS указано именно это приложение.
15 октября 2014 года в Telegram была добавлена поддержка псевдонимов (никнеймов), по которым возможно связываться с пользователями, даже не зная их телефонного номера, а также запущен веб-клиент.
2 января 2015 года в Telegram была добавлена поддержка стикеров. Изначально в приложении 14 стикеров, но любой пользователь может модифицировать их или добавить свои собственные. В отличие от многих приложений, в Telegram стикеры полностью бесплатные, однако позже, с появлением Telegram Premium, некоторые стикеры были доступны только пользователям с подпиской.
В феврале 2016 года один из создателей Telegram Павел Дуров заявил, что мессенджером пользуются уже более 100 миллионов человек, при этом сервис доставляет около 15 миллиардов сообщений ежедневно. Ещё в сентябре 2015 года Telegram передавал 12 миллиардов посланий в день.
В апреле 2016 года стало известно, что в мае 2015 года корпорация Google рассматривала возможность покупки мессенджера за более чем 1 млрд долларов США.
В мае 2016 года появилась возможность редактирования отправленных сообщений. Внести изменения возможно в течение двух суток с момента отправки. В этом случае в сообщении появится специальная метка.
22 ноября 2016 года разработчики запустили проект Telegraph — блог-платформа, бесплатный издательский инструмент, который позволяет создавать публикации, обзоры, вставлять фотографии и все виды embedded-кода. Telegraph — гибрид блог-платформы, мессенджера и платишера (англ. platisher от англ. Publisher as platform — «издатель как платформа»), подобного Medium, с концепцией анонимных имиджбордов.
3 января 2017 года один из разработчиков добавил возможность удаления своих отправленных сообщений. После удаления отправителем сообщения собеседник не сможет увидеть удалённое сообщение.
В марте 2017 года В. Д. Соловей со ссылкой на анонимный источник сообщил, что российские спецслужбы получили доступ к сообщениям пользователей и их архиву за три года. Павел Дуров назвал это заявление уткой.
15 мая 2017 года стало известно о том, что десктопная версия Telegram получила возможность совершать звонки.
16 мая 2017 года администрация Telegram заявила, что не будет предоставлять информацию российским госорганам.
19 мая 2017 года вместе с новым обновлением в Telegram для iOS были убраны встроенные игры на HTML5. По словам основателя мессенджера Павла Дурова, представители App Store не одобрили публикацию новой версии мессенджера со встроенными играми, пригрозив команде Telegram удалением приложения из магазина.
28 июня 2017 года Роскомнадзор внёс программу в «Реестр распространителей информации».
27 сентября 2017 года Дуров сообщил о поступившем 14 июля требовании ФСБ предоставить «информацию, необходимую для декодирования принимаемых, передаваемых, доставляемых и (или) обрабатываемых электронных сообщений», а также о последующем составлении административного протокола за невыполнение этого требования.
11 октября 2017 года появилась обновлённая версия мессенджера Telegram для iOS и Android на русском языке, подготовленная при помощи новой платформы translations.telegram.org, с помощью которой интерфейс мессенджера переводился на украинский, французский, малайский и др. языки. Изменился также внешний вид медиаплеера и появилась возможность делиться своей геопозицией.
Примером отношения российских органов безопасности к мессенджеру может быть такой факт: 16 октября 2017 года Мещанский районный суд Москвы оштрафовал Telegram на 800 тысяч рублей за отказ предоставить ФСБ информацию для декодирования сообщений в отношении 6 номеров, которые используют данный мессенджер. Комментируя ситуацию, Павел Дуров заявил, что считает требования ФСБ по Telegram противоречащими Конституции РФ, и попросил юристов, желающих заняться вопросом, связаться с ним.
В ноябре 2017 года Telegram-канал впервые был заблокирован по причине аудиопиратства.
20 марта 2018 года Верховный суд России признал законным требование ФСБ предоставить ключи для расшифровки переписки Telegram. В тот же день Роскомнадзор уведомил Telegram о необходимости исполнения требований закона о предоставлении информации ФСБ России. Если в течение 15 дней Telegram не предоставит ключи шифрования ФСБ, он может быть заблокирован на территории России. Создатель мессенджера заявил об отказе выдавать ФСБ ключи шифрования переписки в Telegram.
29 марта 2018 года произошёл сбой в работе мессенджера. Проблема затронула как приложение, так и веб-клиент. По словам представителей компании, проблема затронула жителей стран Европы, Среднего Востока и СНГ. Пользователи лишились возможности обмениваться сообщениями, делать записи в групповых чатах и каналах, а также совершать звонки. По словам Павла Дурова, причина заключается в отключении электричества в одном из дата-центров. По мнению Коммерсантъ, резервные каналы, вероятно, не сработали из-за ошибок в конфигурации системы.
26 июля 2018 года мессенджер запустил Telegram Passport. Этот сервис может хранить персональные данные — паспорта, загранпаспорта, квитанции, коммунальные счета, и другие документы. Их можно будет загрузить один раз в облачное хранилище Telegram, защищённое сквозным шифрованием, а потом делиться ими с сервисами, требующими авторизации. Раньше эти документы нужно было загружать каждый раз заново. Сам мессенджер не будет иметь доступа к этим данным.
28 августа 2018 года адвокат мессенджера Павел Чиков сообщил, что Telegram согласен передавать спецслужбам IP-адреса и номера телефонов пользователей, заподозренных в терроризме на основании решения суда.

«Угрозы заблокировать Telegram, если мы не выдадим частные данные пользователей, ни к чему не приведут. Telegram защищает свободу и конфиденциальность». — Павел Дуров

24 марта 2019 года Telegram предоставил возможность полностью удалять сообщения у себя и собеседника вне зависимости от срока давности.
14 августа 2020 года было объявлено о запуске альфа-версии видеозвонков в приложениях Telegram для Android и iOS.
23 декабря 2020 Павел Дуров заявил о том, что мессенджер Telegram с 2021 года начнёт монетизироваться. Причиной послужил рост расходов ввиду большого количества пользователей.
12 марта 2021 года Telegram разместил на бирже облигации на сумму 1 миллиарда долларов США; денежные средства пошли на покрытие долгов и развитие мессенджера, также в перспективе компания собирается провести IPO. Среди публичных участников, инвестировавших в Telegram: американский актёр Джаред Лето, миллиардер Давид Якобашвили и советник Президента РФ по внутренней политике Серхио Розенберг.
23 марта 2021 года Павел Дуров сообщил, что Telegram разместил облигации на сумму более 1 млрд долларов.
26 октября 2021 года Павел Дуров сообщил, что Telegram скоро запустит сервис официальных рекламных сообщений. Создатель мессенджера также уточнил, что реклама не будет показываться в списке чатов, личных беседах или группах, а затронет только большие каналы, которые и так размещают рекламные посты.
В мае 2022 года в описании мессенджера обнаружили намёк на платные функции, поскольку вместо фразы «Telegram бесплатный навсегда. Без рекламы. Без абонентской платы» появилась «Telegram предоставляет бесплатное безлимитное облачное хранилище для чатов и медиа».
20 июня 2022 года Telegram одновременно с выходом версии 8.8 запустил платную подписку Telegram Premium.
В июне 2023 года глава Минцифры России Максут Шадаев заявил, что в России Telegram занимает 8,5 % мобильного трафика, продемонстрировав троекратный рост по отношению к прошлому году. По данным исследования TGStat на весну 2023 года, наибольшая доля пользователей из России приходится на лиц в возрасте 25—34 лет (29 %) и 35—44 лет (23,8 %). 31,3 % российских пользователей составляют жители Москвы, 12,6 % — жители Санкт-Петербурга. Остальные регионы распределены более равномерно. Исследование проводилось с помощью ответов примерно 50 000 респондентов разного пола, возраста и местоположения.
Проект финансируется Павлом Дуровым в объёме порядка 13 миллионов долларов США ежегодно.
С 16 апреля 2018 года по 18 июня 2020 года на использование мессенджера на территории России были наложены ограничения, а с 1 марта 2023 года вступил в силу закон о запрете интеграции в него банковских функций: пересылки персональных данных, информации о банковских счетах и деньгах.
В июне 2023 года Павел Дуров сообщил о запуске функции Stories в Telegram, которая станет доступна в начале июля.
В марте 2024 года Павел Дуров сообщил об оценке потенциальными инвесторами Telegram в 30 млрд долларов.
1 августа 2024 года в Telegram вышло обновление, включающее в себя появление встроенного браузера и мини-магазина приложений.
14 августа было представлено ещё одно обновление, приуроченное к 11-летию мессенджера. Главным образом, оно затронуло авторов каналов. В частности, появились «звёздные реакции», благодаря которым можно отправлять донаты авторам напрямую, закрытые каналы, а также возможность чтения документов в форматах Docx, Xls и Pdf.
24 августа 2024 года Павел Дуров был задержан во французском аэропорту Ле-Бурже.
28 мая 2025 года Павел Дуров объявил о соглашении с xAI об интеграции чат-бота Grok в Telegram, рассчитанном на один год.

## Количество пользователей
В октябре 2013 года Telegram имел 100 000 активных пользователей. 24 марта 2014 года Telegram объявил, что мессенджер достиг 35 миллионов пользователей в месяц и 15 миллионов активных пользователей. В октябре 2014 года южнокорейские правительственные планы по наблюдению за мессенджерами вынудили многих граждан перейти на использование Telegram. В декабре 2014 года Telegram объявил, что у мессенджера есть 50 миллионов активных пользователей, генерирующих 1 миллиард ежедневных сообщений, и что еженедельно в мессенджере заводят аккаунты 1 000 000 пользователей. В сентябре 2015 года было объявлено, что приложение имеет 60 миллионов активных пользователей и доставляет 12 миллиардов ежедневных сообщений. В феврале 2016 года Telegram объявил, что мессенджер достиг 100 миллионов активных пользователей, при этом ежедневно регистрируется 350 000 новых пользователей и отправляется 15 миллиардов сообщений, а в марте 2018 года аудитория Telegram выросла до 200 миллионов активных пользователей.
В октябре 2018 года ежедневная российская аудитория мобильного приложения Telegram составила почти 3,4 млн человек в возрасте 12—64 лет, проживающих в городах с населением от 100 тыс. человек (100+). По данным исследовательской компании Mediascope, ежемесячная российская аудитория мобильного приложения Telegram в октябре 2018 года приблизилась к 9,3 млн человек.
7 октября 2019 года официально прекращена поддержка десктоп-версий приложения на Windows XP и Windows Vista. Для данных операционных систем последней является версия 1.8.15.
В ноябре 2019 года был запущен конкурс на создание новостного агрегатора с алгоритмом ранжирования новостей Data Clustering Contest. Призовой фонд составил 200 тыс. долларов за два этапа конкурса.
24 апреля 2020 года Telegram объявил о достижении 400 миллионов активных пользователей, а также запустил конкурс по созданию образовательных тестов. Призовой фонд составит 400 тыс. евро.
12 января 2021 года Павел Дуров сообщил, что в первую неделю января Telegram превысил 500 миллионов активных пользователей в месяц и количество пользователей только продолжает расти. За последние 72 часа появились около 25 миллионов новых пользователей.
20 июня 2022 года Telegram сообщил о достижении 700 миллионов активных пользователей в месяц.
По итогам 2022 года количество неуникальных подписчиков Telegram-каналов по данным TGStat выросло вдвое и достигло 2 млрд
23—24 июня 2023 года, в день мятежа ЧВК «Вагнер», в России количество просмотров постов в русскоязычных каналах возросло в 5 раз от средних показателей и составило 11 млрд просмотров.
В марте 2024 года Дуров, говоря о перспективах IPO, заявил, что аудитория платформы составляет 900 млн активных пользователей в месяц, а в марте 2025 года — более 1 миллиарда.

## Технология
Для мессенджера был создан протокол MTProto, предполагающий использование нескольких протоколов шифрования. При авторизации и аутентификации используются алгоритмы RSA-2048, DH-2048 для шифрования, при передаче сообщений протокола в сеть они шифруются AES с ключом, известным клиенту и серверу. С переходом на протокол MTProto 2.0 применяется криптографический хеш-алгоритм SHA-256.
C 8 октября 2013 года в мессенджере появился режим «секретных» чатов (Secret Chats). Этот режим реализует шифрование, при котором лишь отправитель и получатель обладают общим ключом (сквозное шифрование), с применением алгоритма AES-256 в режиме IGE (англ. Infinite Garble Extension) для пересылаемых сообщений. В отличие от обычного режима, сообщения в секретных чатах не расшифровываются сервером, история переписки сохраняется лишь на тех двух устройствах, на которых был создан чат.
При обмене файлами можно как отправить файлы с устройства, так и искать медиаконтент в интернете, в том случае, если используется мобильная версия для iOS или Android. Размер передаваемых файлов ограничен 2 Гб. Программа использует систему докачки файлов после обрыва связи.
Существует возможность изменять форматирование текста, делая его: жирным, курсивом, моноширинным, зачёркнутым и подчёркнутым.
В 2018 году в версии 4.8 для Android были введены новшества: просмотр видео параллельно с загрузкой файлов и автоматическая ночная тема, которая включается в позднее время суток, при недостаточном освещении или при заряде аккумулятора менее 25 %.

## Клиенты и серверы
По состоянию на март 2020 года официальные клиенты для Telegram включают в себя:
- Мобильные приложения для Android и iOS/iPadOS: Telegram standart, Telegram X, Telegram Direct
- Настольные приложения для Windows, Linux и macOS: Telegram Desktop
- Веб-приложения: Telegram Web A, Telegram Web K

Также есть несколько неофициальных клиентов, в том числе с открытым исходным кодом, в том числе под лицензией GNU GPL.
Используются проприетарная серверная часть c закрытым кодом, работающая на мощностях нескольких компаний в США, Нидерландах и Сингапуре.

## Особенности
Telegram — облачный мессенджер, его можно использовать одновременно на нескольких устройствах, и все чаты и файлы (за исключением секретных чатов) будут доступны на этих устройствах. Во всех чатах можно использовать голосовые сообщения, видеосообщения, прикрепление файлов, стикеры, GIF-анимации и эмодзи; есть отметка о том, что собеседник прочитал сообщение и т. д. А среди основных особенностей мессенджера можно выделить следующие.

### Облачные чаты
Это чаты между двумя пользователями. Так как история сообщения в таких чатах хранится в облаке, то она доступна со всех устройств, на которых установлено приложение. Начиная с версии 5.5, которая вышла в марте 2019 года, в обычных чатах стало возможно удалять любые сообщения в чате для себя и для собеседника.
В обычных чатах можно устанавливать таймер для удаления фото или видео. Когда установленное время истечёт, файл удалится для двух сторон.

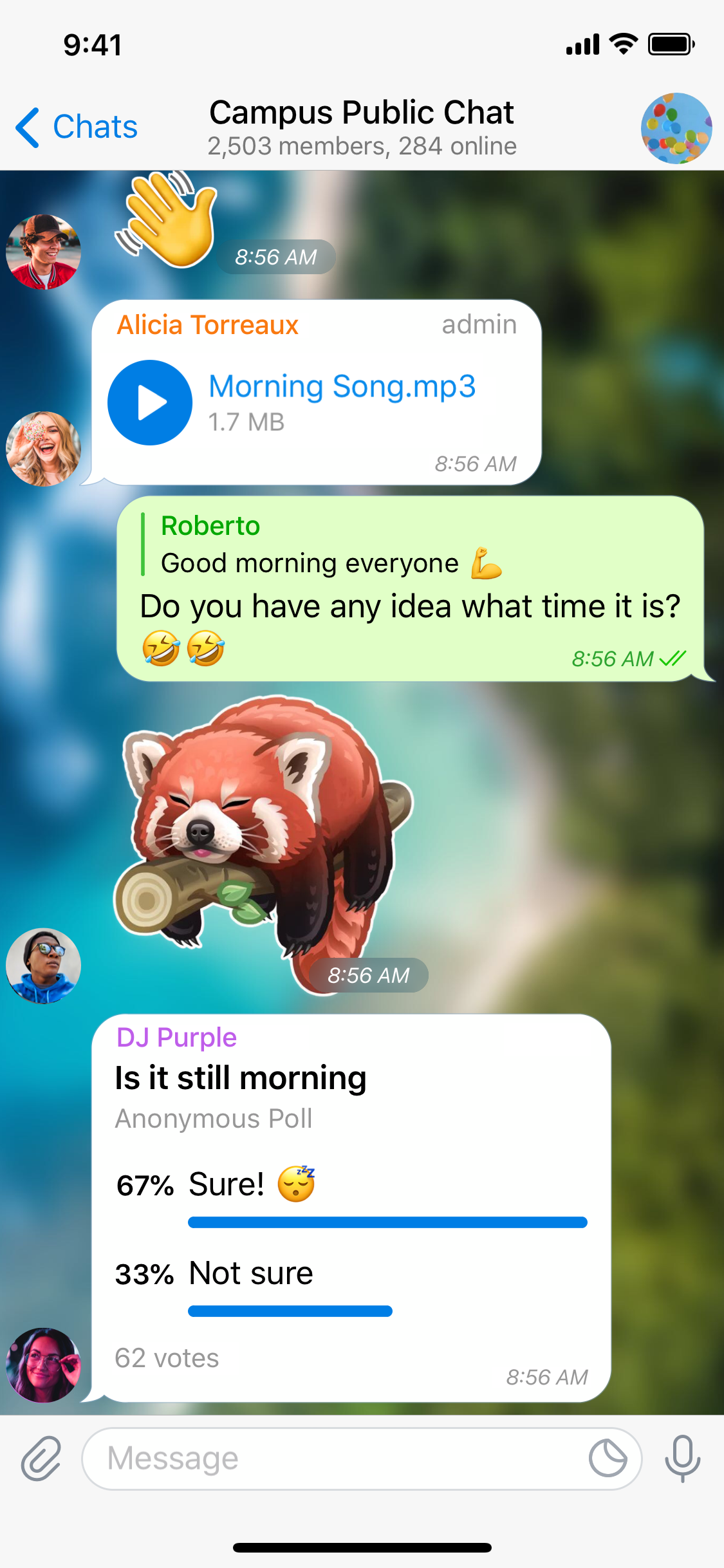
Анонимный опрос в группе в Telegram

### Секретные чаты
Секретные чаты (Secret Chats) — отдельный вид чатов, которые используют сквозное шифрование. История сообщений в таких чатах не хранится в облаке, а только на устройствах отправителя и получателя. Из секретных чатов нельзя пересылать сообщения.
В секретных чатах есть возможность установить таймер для удаления сообщений или файлов через определённое время после их прочтения или открытия. Когда установленное время истечёт, сообщение удалится и для отправителя, и для получателя.
Если удалить мессенджер или выйти из аккаунта Telegram, то все секретные чаты пропадут.
Сообщения из секретного чата не хранятся на серверах Telegram, поэтому доступ посторонних лиц исключён. В таком чате невозможно пересылать сообщения и файлы, делать скриншоты экрана, делать записи экрана. Единственный способ сохранить переписку — скопировать её текст. Удалённый чат невозможно восстановить, как и любое сообщение из него.
При записи экрана секретного чата видео будет без изображения, вместо этого будет чёрный или белый фон.

### Сохранённые сообщения (избранное)
Все нужные сообщения можно сохранять в отдельный диалог. Также туда можно загрузить неограниченное количество файлов, то есть мессенджер предоставляет бесконечное облако. В 2019 году появилась возможность закреплять сообщения.

### Распознавание текста
В декабре 2021 года появилась возможность выделить/скопировать фрагмент англоязычного текста с изображения, не перепечатывая его вручную. Такая опция поддерживается на устройствах iOS 13 и выше. Распознавание текста конфиденциально и происходит на устройстве, не передавая данные на сервер.

### Группы и каналы
Кроме обычных и секретных чатов, в Telegram есть группы и каналы.
- группы➤
- каналы➤

#### Группы
Группы — это отдельный вид чатов, в котором возможно общение сразу большого количества участников. Сначала группы могли включать только до 200 участников, начиная с ноября 2015 года, супергруппы до 1000 участников, с 14 марта 2016 — супергруппы до 5000 участников. С 30 июня 2017 года размер супергрупп увеличился до 10000 участников, с 30 января 2018 года — супергруппы до 100 000 участников, с 21 января 2019 года — до 200 000 участников.
Создавать группы могут все пользователи. Для лучшего управления группой создатель может назначать администраторов и настраивать их права.

#### Возможность разделения общего чата на темы
Есть возможность разделить общий чат на темы для того, чтобы сделать удобнее обсуждения в больших группах. Это позволяет приблизить интерфейс мессенджера к форуму, разделённому на темы.
До 30 декабря 2022 года такая возможность была только для групп с более, чем 100 пользователями.
С 30 декабря 2022 года организовать обсуждения по темам можно в любых группах, независимо от количества участников.

#### Скрытие участников в больших группах
С 30 декабря 2022 года администраторы групп с более чем 100 пользователей получили право скрыть список участников.
Если участник не будет отправлять сообщения в чат, о том, что он состоит в группе, будут знать только администраторы.

#### Отсутствие алгоритмической ленты новостей
В большинстве популярных социальных сетей все публикации, которые показываются пользователю, отображаются в виде ленты новостей, которая автоматически подстраивается под интересы пользователя, показывая те публикации, которые, как предполагают алгоритмы, наиболее ему (пользователю) интересны. Её можно бесконечно листать.
В Telegram такая лента отсутствует — пользователь должен открыть интересующий его канал для прочтения его публикаций.

#### Обратная связь
31 мая 2019 года появилась возможность привязать к каналу группу для обсуждения опубликованных постов. После привязки группы под новыми публикациями появится кнопка «Прокомментировать» (англ. Discuss). А ранее, 22 декабря 2018 года, в группах и каналах появились анонимные опросы.
30 декабря 2021 года в чатах и каналах появилась возможность ставить реакции. По состоянию на 18 апреля 2024 года доступно 73 реакции. При этом администраторы канала могут изменять набор реакций, вплоть до их полного запрета. С 30 ноября 2023 каналы, получившие достаточно голосов от пользователей с подпиской Telegram Premium, могут добавлять в реакции пользовательские эмодзи.

#### Анонимность
По утверждению разработчиков, Telegram не предоставляет никому, кроме самих администраторов канала, информации о том, кто ведёт канал и кто на него подписан.
С концептуальной точки зрения, каналы дают читателям, с одной стороны, возможность ощутить себя на одном уровне с автором (публикации каналов выглядят так же, как и обмен личными сообщениями), а с другой — позволяют пользователям потреблять контент в удобной системе координат в формате отдельного диалога (отталкиваясь от хронологии публикации материалов).

### Боты
При помощи специального API сторонние разработчики могут создавать «ботов» — специальные аккаунты, управляемые программами. Типичные боты отвечают на специальные команды в персональных и групповых чатах, также они могут осуществлять поиск в интернете или выполнять иные задачи, применяются в развлекательных целях или в бизнесе.
В сентябре 2015 года Павел Дуров заявил о скором появлении возможностей монетизации и размещения рекламы в ботах.
18 мая 2017 года для ботов было представлено API для проведения платежей. Чтобы пользователи могли протестировать эту функцию, командой Telegram был создан тестовый бот, который предлагает купить «Машину времени» (деньги с пользователей не взимались).
Боты также используют игровую платформу Telegram, которая использует HTML5, поэтому игры загружаются по запросу по мере необходимости, как обычные веб-страницы. Эти игры подходят для iPhone начиная с модели 4 и более свежих, а также для Android-устройств начиная с версии 4.4 и выше.
С июня 2021 года пользователи могут использовать новое меню бота, чтобы отправлять команды, находясь в чате. В апреле 2022 года боты получили возможность настройки интерфейсов в соответствии с темой приложения, а также встроенную загрузку страниц. Теперь интерфейсы могут быть изменены даже во время взаимодействия.
BotPrize
В ноябре 2016 года были подведены первые итоги конкурса botprize по созданию ботов для мессенджера. Разработчики суммарно получили 200 000 долларов.
В марте 2019 года Ассоциация профессиональных пользователей соцсетей и мессенджеров (АППСИМ) обвинила Павла Дурова в том, что он не выплатил разработчикам 800 000 долларов.

### Многоязычность
По состоянию на май 2025 года Telegram переведён на английский, арабский, белорусский, венгерский, иврит, индийский (хинди), индонезийский, испанский, итальянский, казахский, китайский, каталанский, корейский, малайский, немецкий, нидерландский, норвежский (букмол), польский, португальский (бразильский), русский, сербский, словацкий, турецкий, узбекский, украинский, фарси, финский, французский, хорватский, чешский, шведский, японский.
Список доступных языков различается между клиентами Android, Windows, iOS и MacOS.

### Стикеры
С мая 2015 года пользователи приложения могут создавать собственные стикеры. Стикеры — PNG, JPG или GIF-изображения, которые можно быстро отправить из специальной панели. Они меньше стандартных изображений, но больше, чем эмодзи. Если в поле ввода сообщения вписать эмодзи, на выбор может быть предложено несколько стикеров, которые можно отправить вместо него. В сентябре 2017 года появилась возможность выбрать 5 (10 для Premium-подписчиков) любимых стикеров — они сохранятся в отдельной вкладке.
6 июля 2019 года Telegram представил анимированные стикеры. Один стикер весит 20—30 килобайт. Как и обычные, создать анимированные стикеры может любой пользователь.
С 21 июня 2022 года, с добавлением подписки Telegram Premium пользователи могут отправлять в чаты премиум стикеры с анимацией, коллекция пополняется ежемесячно.

### Публичные имена
Telegram позволяет искать других пользователей не только по номеру телефона, но также использовать публичные имена (username). Если используется публичное имя, то отправить сообщение пользователю можно, даже не зная номера его телефона. Чтобы поделиться публичным именем с друзьями или в соцсетях, можно использовать ссылку вида t.me/публичноеимя.

### Голосовые звонки
В марте 2017 года в Telegram появились голосовые звонки. Звонки используют оконечное шифрование, как и секретные чаты. Когда это возможно, звонки будут проходить через одноранговое соединение, используя аудиокодеки для экономии трафика. Настройки приложения позволяют ограничить круг тех, кто может вам позвонить, — среди предложенных вариантов: все пользователи, только контакты или никто. Выбор можно уточнить, разрешив или запретив отдельным пользователям или группам пользователей звонить, несмотря на общие настройки.
На данный момент в приложении ограничены звонки по России.

### Фоторедактор и создание gif-файлов
В Telegram встроен редактор изображений. На изображение можно не только добавить стикеры, но и изменить его характеристики: яркость, контрастность, насыщенность цвета и т. д.
Из видео в Telegram можно сделать GIF-файл. Для этого нужно выбрать видео из галереи, а затем убрать у него звук.

### Импорт чатов
С 28 января 2021 года в Telegram появилась возможность импортировать чаты и историю переписки из других мессенджеров, в том числе и WhatsApp.

### Stories
В конце июня 2023 года Павел Дуров анонсировал Stories. 21 июля 2023 года появился Stories только для пользователей с подпиской Telegram Premium. С 14 августа, в честь дня рождения Telegram, Stories стал доступен для обычных пользователей (в России, Украине и ещё в некоторых странах функция Stories доступна только для пользователей с Premium подпиской).
22 сентября 2023 года появилась возможность опубликовать Stories от имени каналов. Чтобы начать публиковать Stories от канала, нужно получить бусты (голоса) от подписчиков, у которых есть Telegram Premium. Минимальное количество бустов зависит от количества подписчиков канала, а именно 0,01 % процента от общего количества подписчиков (для 1 уровня).

## Telegram Premium
10 июня 2022 года Павел Дуров объявил о скором запуске платной подписки Telegram Premium. Она позволит покрыть расходы на серверы приложения, а также добавит несколько новых функций подписчикам.
Подписка была добавлена в версии 8.8 (21 июня 2022 год). В числе функций, которые доступны обладателям подписки:
- удвоенные лимиты на число каналов, размер файлов, аккаунтов и т. д.;
- более высокая скорость загрузки файлов;
- превращение голоса в текст;
- никаких спонсорских сообщений в каналах, поддерживающих эту опцию;
- уникальные реакции и стикеры;
- дополнительные возможности для чатов;
- вечно проигрывающиеся картинки профиля и уникальные иконки приложения.

В обновлении 8.9 в Telegram были добавлены анимированные эмодзи — аналог стикеров, которые можно отправлять вместе с текстом. Также была добавлена возможность блокировать голосовые сообщения и дарить подписку.
В обновлении 9.0 были добавлены дополнительные функции для подписчиков: возможность ставить эмодзи-статус рядом с именем, преобразование видеосообщений в текст, а также ставить реакции из пользовательских и анимированных эмодзи.
31 октября 2022 года администрация Telegram массово аннулировала подписки Premium у пользователей, получивших её при помощи махинаций.
С начала 2023 года администрация Telegram повысила цену подписки в некоторых странах. Например, в Турции цена подписки увеличилась с 13,49 до 74,99 TRY. Также была добавлена новая возможность приобрести годовую подписку со скидкой до 45 % (в рублях).
В марте 2024 года в Telegram Premium была анонсирована новая подписка «Telegram для бизнеса», функции которой на данный момент входят в состав подписки Telegram Premium. Обладатели новой подписки могут устанавливать часы работы в профиле, адрес предприятия, эмодзи-статус, добавлять быстрые и автоматические ответы.

## Платформа Telegram Open Network и криптовалюта Gram
В 2018 году в Комиссию по ценным бумагам и биржам США были поданы уведомления о привлечении TON Issuer Inc. и Telegram Group Inc. в двух раундах ICO по 850 миллионов долларов.

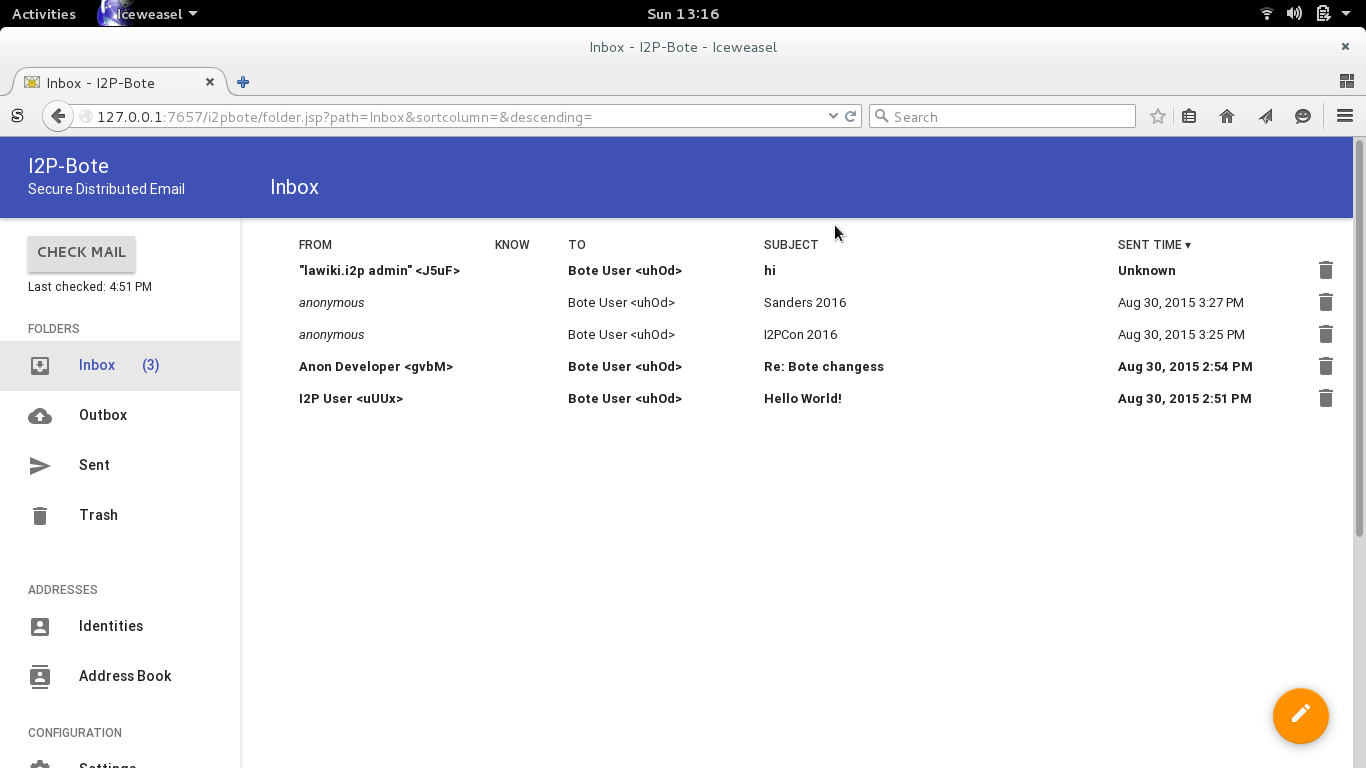
Павел Дуров не скрывает, что его идея построить даркнет не оригинальна и базируется на многих концепциях I2P. На рисунке приложение-бот из «теневого интернета», невидимого в обычном Интернете. I2P — это оверлейная распределённая система, которая использует существующие Интернет-каналы только как транспорт и не использует уже внутри себя его IP-адреса как средство связи узлов. Государственные регуляторы не могут устанавливать правила или фильтровать контент внутри даркнета

### Telegram Open Network
По данным СМИ, настоящей причиной блокировки Telegram в России является именно план создания Telegram Open Network, где государство полностью теряет контроль над платёжными операциями и данными, поэтому не сможет собирать налоги с операций, защищать интересы правообладателей и т. п. традиционное регулирование.
| Компонент TON | Назначение                                                                                  | Аналог           |
| ------------- | ------------------------------------------------------------------------------------------- | ---------------- |
| TON Storage   | Распределённое «торрент-подобное» хранилище для файлов и сервисов                           | Торренты, eMule  |
| TON Proxy     | Прокси и анонимайзер, архитектурно подобный I2P и Tor                                       | Tor, I2P         |
| TON Services  | Платформа для создания распределённых приложений для TON                                    | I2P              |
| TON Payments  | Платёжная система, в том числе для микроплатежей с отложенным отображением в TON Blockchain | VISA, Mastercard |

### Криптовалюта Gram для быстрых расчётов
Gram — это криптовалюта на основе разрабатываемой Telegram блокчейн-платформы Telegram Open Network, или TON. По замыслу разработчиков, Gram должен стать криптоаналогом Visa и Mastercard.
12 мая 2020 года компания Telegram выступила с заявлением, в котором говорилось, что блокчейн-платформа TON, как и криптовалюта Gram, так и не будут выпущены. В своём блоге в Telegram Павел Дуров обвинил в закрытии проекта американский суд.
Новый проект получил название Free TON, а новый токен вместо Gram, получил имя Crystal. Техническая основа Free TON при этом полностью соответствует «классическому» TON, каким его задумывала Telegram. Всего основателями Free TON выступили более 20 различных организаций. Среди них была, в частности, компания TON Labs, которая отвечала за создание операционной системы TON OS и ряда других технических компонентов TON — например, компилятора для смарт-контрактов на Solidity и LLVM, а также набор инструментов для разработчиков (SDK). Также в списке основателей — Broxus, Cyberway, P2P.org, Certus One, Dokia Capital и другие.

## Конкурсы поиска уязвимостей
В декабре 2013 года Павел Дуров объявил конкурс до 1 марта 2014 года на «взлом» защиты Telegram с призовым фондом в 200 тысяч долларов. Условиями конкурса ставилась задача расшифровать личную переписку Павла с его братом Николаем через «секретные чаты», используя зашифрованные данные, которыми обменивались приложения и сервер. В их сообщениях, отправлявшихся ежедневно, содержался секретный адрес электронной почты, расшифровка которого позволила бы получить приз.
Требуемая для такого «взлома» модель атаки, атака на основе g шифротекста, является самой слабой и, в то же время, наиболее сложной и неудобной для криптоаналитика. Существуют чрезвычайно слабые алгоритмы, которые могут быть устойчивыми в данной модели, но уязвимыми для других методов. Обычно при анализе новых криптографических алгоритмов используются более сильные модели атаки, в которых атакующему может быть известен текст до шифрования, дана возможность отправлять на шифрование любые тексты или возможность изменения данных, пересылаемых по сети. Таким образом, в случае, если конкурс никто не выиграет, это не докажет криптографической безопасности протокола.
23 декабря 2013 года, всего через несколько дней после начала конкурса, пользователь «Хабра», не являющийся экспертом в криптографии, обнаружил уязвимость, заключавшуюся в том, что клиент получал параметры для генерации ключей DH (константы для определения поля вычетов) от сервера без проверки, благодаря чему проприетарный сервер MTProto мог передать некорректные параметры, не обеспечивающие криптографическую стойкость, и скрытно провести MITM-атаку на секретные чаты. Так как ему не удалось прочитать переписку, размер выигрыша составил только 100 тысяч долларов. После этого клиент был обновлён, в нём была добавлена проверка параметров, получаемых от сервера, с целью значительно уменьшить вероятность подобной атаки.
В ноябре 2014 года был организован новый трёхмесячный конкурс, в котором модель атаки была расширена, у атакующего появилась возможность выступать в качестве сервера MTProto, изменяя пересылаемые данные. По условиям конкурса требовалось взломать «секретный чат», при этом участники чата проводили сверку ключей, согласованных при открытии чата, по независимым каналам связи.
По оценкам исследователя Мокси Марлинспайк и других, подобные конкурсы не могут доказать безопасности шифрования и лишь вводят в заблуждение. Отсутствие выигравших не означает безопасности продукта, многие такие конкурсы в целом нечестны, анализ не контролируется и проводится случайными людьми, а вознаграждения зачастую слишком малы, чтобы оправдать многолетнюю работу нескольких компетентных криптоаналитиков.

## Критика и конфликты
В июне 2025 года вышло расследование «Первого отдела» о предполагаемых связях Telegram с ФСБ. В ответ на обвинения компания заявила что «Telegram никогда не раскрывал частные сообщения третьим лицам, а его шифрование никогда не было взломано».

### Критика функций
Учётные записи пользователей привязываются к телефонным номерам, что является одним из самых существенных аргументов критиков Telegram, поскольку это не обеспечивает полной анонимности при общении. При регистрации в сервисе и последующих авторизациях новых устройств производится проверка телефонного номера через отправку SMS-сообщения с кодом (на некоторых ОС — перехватывается приложением) или телефонный вызов.
Серверы Telegram не сохраняют сообщения из секретных чатов, но сохраняют историю обычных чатов и содержимое адресной книги пользователей на срок использования сервиса и на срок неактивности, указанный в настройках аккаунта (от одного месяца до года). Используемое в мессенджере шифрование не обеспечивает PFS во всех случаях.
Официальные клиенты Telegram по умолчанию активно рассылают всем контактам метаинформацию об открытии и закрытии приложения, при этом подписаться на эту метаинформацию может любой пользователь. Для отключения подобной рассылки требуется изменить настройки аккаунта.
Также неоднократно высказывались сомнения в безопасности протокола MTProto.
Имеются сообщения, что мессенджером могут пользоваться различные террористические группы как для общения, так и для пропаганды. В частности, террористическая группировка ИГИЛ использовала Телеграм для распространения своих заявлений более чем 14 тысячам подписчиков в более чем 30 каналах на различных языках. Однако команда Telegram активно занимается поиском и дальнейшей блокировкой подобных каналов.
Роскомнадзор признал мессенджер иностранным, в связи с чем, в соответствии с требованием закона «Об информации», с 1 марта 2023 года вступает в силу запрет на передачу через него личных данных и платёжных документов, то есть российские банки не смогут интегрировать в Telegram функции онлайн-банкинга.

### Обвинения в цензуре
Telegram выборочно применял цензуру. В частности, некоторое время мессенджер использовался в Иране для распространения порнографии и сатирических комментариев о правительстве. Руководство Telegram ограничило деятельность некоторых ботов и запретило определённые наборы изображений-«стикеров» по запросу правительства Ирана. В то же время чаты Telegram не подвергались цензуре. В октябре 2015 года Дуров заявил, что компания Telegram Messenger LLP отказалась помогать Ирану в слежке за гражданами и в цензуре, из-за чего работа приложения некоторое время блокировалась.
С апреля 2016 года в приложении Проекта Телеграм для устройств Apple iOS блокируется доступ к отдельным каналам, нарушающим авторское право. В 2018 году приложения Telegram временно были недоступны для установки для устройств Apple iOS в связи с подозрениями в нарушении правил платформы (распространение неприемлемого или незаконного контента), после чего для ряда каналов был ограничен доступ с платформы iOS.

### Конфликты с компаниями
В 2013 году основатель WhatsApp Ян Кум указал в комментарии для Cossa.ru, что идеи, реализованные в его приложении, используются в Telegram.
В январе 2021 года на фоне блокировок аккаунтов Дональда Трампа в популярных мессенджерах и социальных сетях в США произошёл резкий прирост пользователей в Telegram. Так, по состоянию на 15.01.2021 Telegram вышел на второе место по скачиваемости в США. За трое суток в Telegram добавились 25 миллионов человек.
Предчувствуя возможную блокировку, Павел Дуров призвал пользователей переходить с iOS на Android, так как в Android есть возможность установки не из Google Play.
17 января НКО Coalition for a Safer Web отправила Apple иск с требованием удалить приложение из AppStore. 18 января Павел Дуров выступил с заявлением, что техническая поддержка и служба мониторинга мессенджера ежедневно удаляет сотни сообщений экстремистского содержания и призывы к насилию.

### Конфликты с государствами

#### Блокировка в Китае
В КНР блокирование мессенджера началось летом 2015 года после того, как Telegram начали активно пользоваться китайские адвокаты-правозащитники, которые, по мнению властей, могли использовать его для координации антиправительственных выступлений в стране.

#### Блокировка в Иране
Первый случай блокирования Telegram в Иране был осенью 2015 года, когда руководители компании отказались по требованию властей ограничить доступ к некоему «аморальному контенту». Однако через неделю блокировка была снята.
После антиправительственных акций протеста, которые обрушились на Иран в конце декабря 2017 года и в начале января 2018 года, популярный мессенджер был вновь временно заблокирован.
30 апреля 2018 года власти Ирана полностью запретили пользоваться мессенджером Telegram по решению суда в связи с «жалобами граждан» и «требованиями обеспечения безопасности». На тот момент Telegram был одним из наиболее популярных приложений, им пользовалась примерно половина населения страны.

#### Блокировка в Афганистане
4 ноября 2017 года Telegram был временно заблокирован на территории Афганистана. Уже 6 ноября заместитель пресс-секретаря премьер-министра Афганистана заявил, что власти не будут блокировать мессенджер на территории страны. По утверждению ряда источников, причиной этому послужило осуждение блокировок со стороны общественности.

#### Блокировка в России

##### Конфликт с Роскомнадзором
16 мая 2017 года российские СМИ впервые написали о том, что Роскомнадзор угрожает закрыть Telegram. 23 июня 2017 года глава Роскомнадзора Александр Жаров публично направил обращение Павлу Дурову с требованием предоставить информацию о компании для последующего внесения мессенджера Telegram в Реестр организаторов распространения информации в сети. От Дурова требовались следующие данные: полное и сокращённое наименование, страна регистрации, налоговый идентификатор и/или идентификатор в торговом реестре страны регистрации, адрес местонахождения, почтовый адрес, электронный адрес, доменное имя, электронный адрес администратора ресурса, провайдера хостинга и описание сервиса, предоставляемой услуги. Дуров отказался выполнять требования Роскомнадзора, в ответ на что получил предупреждение о блокировке мессенджера на территории России.
Как утверждает сам создатель Telegram, действия Роскомнадзора явились очередным саботажем государственных интересов. На своей странице в социальной сети «ВКонтакте» Дуров указал на политическую нейтральность своего мессенджера, в отличие от подконтрольных властям США WhatsApp и Facebook Messenger. Тем не менее в ведомстве намекнули на нейтральное отношение Дурова к террористам, которые, по официальному заявлению ФСБ России, использовали Telegram при подготовке теракта в метро Санкт-Петербурга. В связи с этим Роскомнадзор потребовал от Павла Дурова выдать ключи для дешифрации переписок с целью выявления потенциальных террористов.
26 июня 2017 года Павел Дуров заявил, что Telegram не является единственным возможным средством для подготовки терактов и для этой цели можно ограничиваться одноразовыми телефонами. Создатель мессенджера также подчеркнул, что требуемая ведомством дешифрация переписок противоречит Конституции РФ и никак не обезопасит мир от террористов, поскольку поставит под угрозу миллионы пользователей Telegram. Позднее председатель правления Института развития интернета Герман Клименко назвал позицию Павла Дурова «издевательством». В Кремле же сообщили об использовании других мессенджеров в случае блокировки Telegram в России, отказавшись комментировать саму конфликтную ситуацию между Дуровым и Роскомнадзором. Так, например, Дмитрий Песков рассказал, что сотрудники Кремля активно пользуются мессенджером.
Предупреждение о возможном закрытии мессенджера было направлено и лично администраторам Telegram, а они в свою очередь распространили информацию среди администраторов наиболее популярных Telegram-каналов. Сразу же после первых сообщений о возможном закрытии мессенджера активные пользователи создали петицию на change.org, которую подписали восемь тысяч человек. Пользователи мессенджера считают: «обращаться с просьбами к государственным ведомствам бесполезно: они выполняют приказы и исполняют законы, какими бы эти законы ни были», «обращаться с просьбами к тем, кто отдаёт приказы ещё бесполезней — в России законы слишком часто не учитывают интересы той части общества, которая испытывает потребность в защищённой и свободной территории для обмена информацией».
Согласно поправкам в законе «Об информации, информационных технологиях и о защите информации», с 1 января 2018 года организаторы распространения информации в интернете обязаны хранить на территории России информацию о фактах приёма, передачи, доставки и/или обработки голосовой информации, письменного текста, изображений, звуков, видео или иных электронных сообщений пользователей и информацию об этих пользователях в течение года, а сам контент — до шести месяцев. Сервисы обязаны предоставлять этот контент по требованию федеральных органов исполнительной власти и предоставлять им возможность декодирования информации.
Независимый эксперт ведущих агрегаторов Павел Храмцов, интервью газете «Московский комсомолец»:

Дуров объясняет, что коды для расшифровки сообщений находятся непосредственно в каждом устройстве пользователя и каждый раз формируются заново. Эти «ключи дешифрации» невозможно передать контролирующим органам заранее, поскольку они одноразовые. Чтобы их расшифровать, нужно иметь полный доступ к «закрытому кэшу», то есть предоставить правоохранителям вход в саму систему шифрования. А это противоречит законодательству Российской Федерации, во-первых. А во-вторых, кто имеет доступ к этой «админке» — тот и владеет мессенджером. То есть это означает отдать весь Telegram спецслужбам и Роскомнадзору. Дуров с его сотрудниками тогда просто станут не нужны.
— Газета «Московский комсомолец»
27 июня 2017 года Александр Жаров объяснил, что приоритетные требования ведомства к Дурову никоим образом не предполагают доступа к личным перепискам пользователей. Вскоре в Роскомнадзоре зафиксировали случаи получения недостоверной информации с данными о Telegram от случайных пользователей интернета. 28 июня Павел Дуров согласился предоставить ведомству подлинные данные, сообщив, что вся необходимая информация находится в свободном доступе. Однако создатель Telegram уточнил, что не примет каких-либо дополнительных обязательств от спецслужб России. В этот же день мессенджер был внесён в Реестр распространителей информации под номером 90-РР.

##### Блокировка
20 марта 2018 года судебный иск Telegram к ФСБ России был отклонён. Мессенджеру было предъявлено требование предоставить в течение 15 дней технологию дешифровки личных сообщений пользователей. Роскомнадзор пообещал немедленно заблокировать Telegram в случае невыполнения требований. В ответ на это Павел Дуров заявил в Twitter, что угрозы заблокировать Telegram не принесут результата.
13 апреля 2018 года Таганский суд Москвы вынес решение в пользу Роскомнадзора, тем самым позволив начать блокировку мессенджера на территории России.
16 апреля 2018 года Роскомнадзор начал процедуру блокировки Telegram. В ответ на это Дуров объявил о создании «Цифрового Сопротивления» и начале выплаты биткоин-грантов администраторам Proxy- и VPN-сервисов.
После начала блокировки Telegram был зафиксирован рост его использования в России, в том числе и среди госслужащих.
30 апреля 2018 года в центре Москвы прошла акция в поддержку заблокированного в России Telegram, собравшая (при подсчёте прошедших через установленные металлоискатели) свыше 12 тыс. человек.
28 мая 2018 года «Роскомнадзор» потребовал от корпорации Apple прекратить распространение приложения Telegram в App Store в России и рассылку его push-уведомлений, а также пригрозил «нарушить функционирование» магазина приложений App Store.
26 октября 2018 года из поисковой системы Yandex полностью пропали все страницы официального сайта telegram.org.
19 декабря 2018 года Павел Дуров подал заявление на ликвидацию Telegram Messenger LLP. Часть экспертов утверждает, что это часть дальнейшей реструктуризации компании.
Отдельные российские СМИ связывают действия Telegram по борьбе с блокировками с увеличением регулирования интернета со стороны властей, в частности с принятием закона о «суверенном интернете».

##### Разблокировка
15 июня 2020 года в Госдуму был внесён законопроект о запрете на блокировку мессенджера Telegram в случае введения режимов повышенной готовности или чрезвычайной ситуации, так как мессенджер является средством получения оперативной информации для большого количества россиян.
18 июня 2020 года Роскомнадзор официально объявил, что снимет ограничения доступа к Telegram согласно достигнутой с Генпрокуратурой договорённости, «позитивно оценив высказанную основателем Telegram готовность противодействовать терроризму и экстремизму». Власти РФ были рады тому, что Telegram теперь доступен в России, а представители компании участвуют в дискуссиях о развитии IT (вице-президент Telegram Илья Перекопский 9 июля принял участие в панельной дискуссии в Иннополисе с участием премьер-министра Михаила Мишустина).
Согласно расследованию Центра «Досье», Павел Дуров приезжал в Россию незадолго до разблокировки мессенджера, а также продолжал посещать Россию вплоть до осени 2021 года.

##### Блокировка на Северном Кавказе
С октября 2024 года в некоторых регионах Северного Кавказа у пользователей появились проблемы при использовании Телеграм. Министр цифрового развития Дагестана Юрий Гамзатов в марте 2025 года сказал, что в Чечне и Дагестане мессенджер заблокирован. По словам министра, его «часто используют недруги, пример этому — беспорядки в аэропорту Махачкалы».

#### Блокировка в Казахстане
В Казахстане с начала дня президентских выборов 9 июня 2019 года был затруднён доступ в Telegram. Аналогичные проблемы у пользователей мессенджера уже возникали в начале мая 2019 года. Первые сбои и публикации о возможной блокировке Telegram на территории Казахстана появились в конце марта 2018 года в связи с активностью в мессенджере чата оппозиционного движения «Демократический выбор Казахстана». В январе 2022 года в Казахстане в ходе протестов был ограничен доступ в Telegram, а вскоре и вовсе был невозможен в связи с отключением проводного и мобильного интернета в Казахстане. Полный доступ в мессенджер возобновился 10 января.

#### Угроза блокировки в Германии
В 2022 году власти Германии обязали руководство Telegram назначить официального представителя в ФРГ для рассмотрения юридических запросов в связи с публикацией в мессенджере угроз убийства в адрес политиков, врачей и учёных на фоне антиковидных протестов. Глава МВД Германии Нэнси Фезер заявила о возможности блокировки Telegram в стране при невыполнении выдвинутых условий.

#### Угроза блокировки в Бразилии
18 марта 2022 года Верховный суд Бразилии постановил заблокировать Telegram в стране. По данным медиахолдинга «Globo», причиной принятия меры стало игнорирование Telegram решения суда о блокировке пользователей, распространявших ложную информацию.
19 марта 2022 года Павел Дуров объяснил причину блокировки Telegram в Бразилии. По его словам, Верховный суд страны отправлял требования на старый адрес электронной почты мессенджера, поэтому компания пропустила очередной запрос на удаление запрещённого в стране контента. Дуров попросил суд отсрочить решение о блокировке на несколько дней, чтобы исправить ситуацию.
21 марта 2022 года Верховный суд Бразилии отменил решение о блокировке Telegram в стране.

#### Угроза блокировки в Испании
22 марта 2024 года Верховный суд Испании постановил временно заблокировать Telegram. Причиной этому были жалобы со стороны компаний EGEDA, Mediaset España, Atresmedia и Movistar Plus, которые обвинили мессенджер в незаконном распространении их контента. Однако 25 марта суд приостановил своё решение, запросив у полиции отчёт о характеристике мессенджера и возможных последствиях его блокировки для пользователей.

#### Угроза блокировки в Турции
11 августа 2024 власти Турции предупредили Telegram о возможности его блокировки, так как было проигнорировано более 1 тыс. предупреждений о каналах с пропагандой азартных игр и продажей наркотиков.

#### Угроза блокировки в Индонезии
По сообщению CNN Indonesia правительство страны всерьёз рассматривает возможность блокировки Telegram из-за распространения порнографии и азартных игр. Министерство связи и информации дважды выносило предупреждение платформе и планирует принять более жёсткие меры после третьего уведомления.

#### Расследование в Южной Корее
В начале сентября 2024 года полиция Сеула начала расследование против Telegram из-за подозрения компании в распространении порнографических материалов, созданных технологиями дипфейка.